# Klezzmates

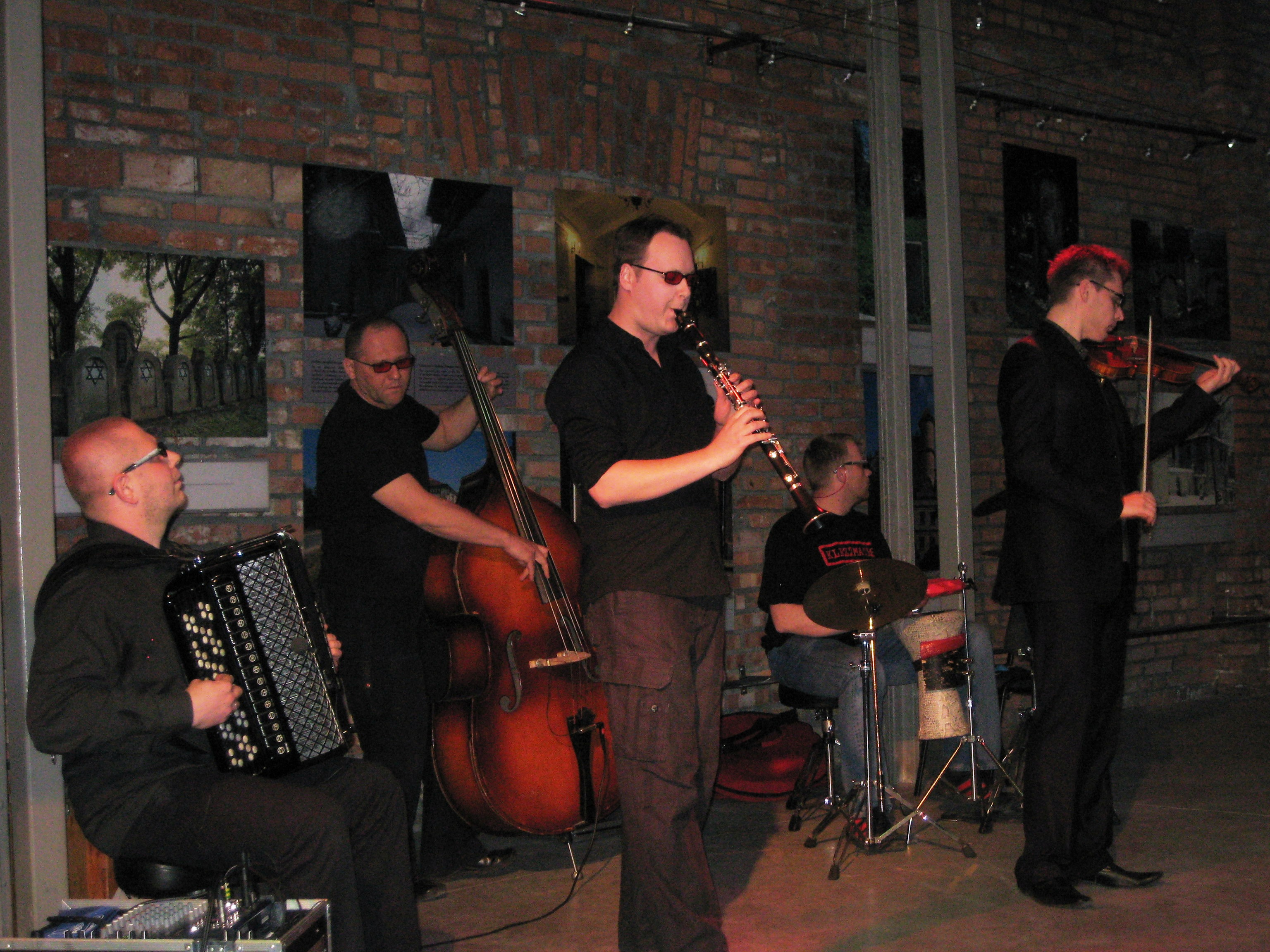
Klezzmates w Żydowskim Muzeum Galicja w Krakowie

Klezzmates – polski zespół muzyczny, którego twórczość inspirowana jest przede wszystkim tradycyjną muzyką żydowską, ale również muzyką bałkańską, jazzową oraz poważną. Klezzmates tworzą zawodowi muzycy związani obecnie lub w przeszłości z krakowską Akademią Muzyczną. Oficjalna data założenia zespołu to 12 stycznia 2005 r.

## Skład
- Tomasz Polak – klarnet (wcześniej Maciej Bosak)
- Bartosz Dworak (wcześniej Bartłomiej Staniak, Robert Milewski) – skrzypce
- Jarek Wilkosz – kontrabas
- Krzysztof Kossowski – perkusja, instrumenty perkusyjne
- Marcin Wiercioch – akordeon

## Dyskografia
- Klezzmates (2005)
- Reflections (2007)

## Nagrody
- Nagroda Telewizji Polonia (przyznana w ramach Festiwalu Nowa Tradycja 2005)